# 街路樹 (尾崎豊のアルバム)
『街路樹』（がいろじゅ）は、日本のシンガーソングライターである尾崎豊の4枚目のオリジナル・アルバム。
1988年9月1日にマザーアンドチルドレン（ワーナーミュージック・ジャパン）からリリースされた。CBS・ソニーからの移籍第一弾として前作『壊れた扉から』（1985年）よりおよそ3年ぶりにリリースされた作品であり、作詞・作曲は尾崎、プロデュースは吉野金次および樫原伸彦が担当。尾崎自身が20代となって初めて制作された作品となった。前作まではアルバムタイトルおよび各曲タイトルに英題が付けられていたが、本作では英題が付けられていない。
レコーディングは1987年から日本国内の様々なスタジオにて断続的に行われ、尾崎の急病による全国ツアーの中断や覚醒剤取締法違反での逮捕などにより当初のリリース予定を大幅に延期して制作された。レコード会社の移籍に伴い制作スタッフが一新されており、前作に引き続き社会への反抗的なメッセージ色は薄まり内省的な感情を綴った曲が大半を占めている。
先行シングルとして「核 (CORE)」がリリースされた。また本作以前にシングル「太陽の破片」がリリースされているが本作には未収録となった。本作はオリコンアルバムチャートにおいて最高位第2位を獲得、また1990年の再リリース盤は売り上げ枚数20万枚を超え、日本レコード協会からゴールド認定を受けている。批評家たちから本作は斬新なアレンジによるサウンドは高く評価されたものの、所属事務所との確執などから尾崎自身が望まない環境でのリリースであったために賛否両論の評価となった。

## 背景
コンサートツアー「LAST TEENAGE APPEARANCE TOUR」終了後、尾崎は無期限活動休止宣言の後1986年5月に渡米し翌1987年1月に帰国した。本来であれば尾崎はロンドンに行く予定であったが、同年に発生したチェルノブイリ原子力発電所事故の影響により、イギリス各地にて放射能汚染の懸念があった事から出発直前になって急遽行き先がニューヨークに変更された。また渡米の際にはマネージャーも含めて誰も同行せず、尾崎単独での渡米であった事に父である尾崎健一は疑問を呈していた。帰国直後の2月10日、それまで在籍したCBS・ソニーを離れ、所属事務所「マザーエンタープライズ」が設立した新レコード会社「マザーアンドチルドレン」へ移籍。前作までの3作は、ソニー専属のプロデューサーである須藤晃によって制作されていたが、レコード会社の移籍に伴い須藤とは離れて制作する事となった。しかし尾崎は須藤と離れてしまうと良い作品が制作できなくなるとの思いから移籍に対しては懸念を抱いていた。
新作のためのレコーディングを開始したものの、作曲は出来ても歌うべき事が見つからないため作詞が出来ず、完成には至らなかった。その後、アルバムが未完成のままコンサートツアー「TREES LINING A STREET」を7月より開始する流れとなった。通常コンサートツアーには半年前から準備が必要であるが、スタッフは半年後にはアルバムが完成すると思っていたため、ツアー準備の合間を縫う形でレコーディングは続けられたが、完成には至らなかった。本来は1987年4月リリースを予定していた本作だが、リリース予定は7月に延期され、さらに9月になってもリリースされなかった。結果としてアルバムのリリースがないままコンサートツアーが開始される事態となった。
8月5日にはライブイベント「広島平和コンサート『ALIVE HIROSHIMA '87』」に参加、親友である岡村靖幸との共演を果たし、6日には出演予定はなかったものの飛び入りで数曲を演奏。8月22日には熊本でライブイベント「BEAT CHILD」に参加、豪雨の中で全7曲を歌い上げるなど活動は順調に見えた。しかし、9月24日の豊橋勤労福祉会館での公演中に倒れ、立っていることもままならない状況となりライブは中断、28日の新潟県民会館での公演前に再び倒れ、以降ツアーは残り半分以上を残したまま中止が決定される。体調不良の原因は極度の肉体疲労であり間接的には酒、睡眠薬などの多量摂取だと言われていたが、実際には覚醒剤使用による腹痛と悪寒、眩暈が原因であり表向きには肝臓障害と発表された。このような顛末となった原因は曲が作れない事と、所属事務所は自分を金儲けの道具としか見ていないとの思いによる人間不信から来るものであった。
アルバムリリースは無期延期となり、代わりに初期の頃からライブでのみ「反核」のタイトルで演奏されていた曲が「核 (CORE)」のタイトルで10月1日に移籍第1弾シングルとしてリリースされる。しかし、その後の12月22日に覚醒剤取締法違反により逮捕された事でアルバム制作は暗礁に乗り上げる。逮捕の件は翌年1月8日に新聞各社にて報道される事となった。1988年2月22日に執行猶予により釈放され暫く謹慎生活を送った後、5月12日に一般人女性であった尾崎繁美と結婚。これにより、精神の安定を得た尾崎は曲作りに励むようになる。6月22日放送のフジテレビ系音楽番組『夜のヒットスタジオDELUXE』（1985年 - 1989年）に出演し、前日にリリースしたばかりの復活シングル｢太陽の破片｣を生放送で歌唱した。

## 録音
1987年1月19日に久しぶりに事務所を訪れた尾崎はレコーディングの企画を構想し、Heart Of Klaxonメンバーであったギタリストの江口正祥とキーボーディストの樫原伸彦を中心にメンバーを構成する事を検討、またリリース日は決めずに納得できなければリリースしないという方針でレコーディングが進められる事となった。その後樫原の自宅を訪れた尾崎はデモテープ制作を開始、また本作のプロデューサーである吉野金次と会合し全体の構成に関わる打ち合わせを行った。1月29日には約1年半ぶりに尾崎はスタジオ入りし、正式なレコーディングは2月10日におけるレコード会社「マザーアンドチルドレン」の設立と同時に開始された。それから3月10日に至るまでレコーディングは継続され、3曲のレコーディングが進められたが全ての曲にまだ歌詞はつけられておらず、また尾崎は度々スタジオから姿を消していた。その後レコーディングは断続的に行われ、尾崎のアルバムの中では最も長期間に及んでおり、また使用したスタジオは、AVACO CREATIVE STUDIO、ソニー六本木スタジオ、ゴールドラッシュスタジオ、スタジオスカイ、セディック・スタジオ、テイクワンスタジオと最も多くなっている。
プロデュースを担当した吉野は元々レコーディングエンジニアとして活動していた人物であり、過去に担当したミュージシャンは浅川マキ、井上陽水、大瀧詠一、佐野元春、細野晴臣、矢沢永吉、矢野顕子、中島みゆきなど多岐に渡り、様々なミュージシャンをプロデュースしている。度々レコーディングが中断した事に関して吉野は当時「彼の中に流れる時間を待つことなのだろう」と述べている。樫原は本作は完成しないのではないかと当時考えていたと述べ、またリリースまでの間に尾崎と接する機会がなくなっていた事もあり、リリース時には「あ、出たんだ」という感覚であったという。当初の想定において尾崎は、シングルとしてリリースした「核 (CORE)」のようなヘヴィーな音楽性を全体像として想定していたが、ヘヴィーでありながらもリスナーによっては軽いポップスに聴こえるようなものも同時に制作する意図であった。またポップにする事ですり替えられてしまう事を、ポップにせずに自身の発したいメッセージが伝えられ、それが受け入れられる状態を作り上げなければならないとも述べている。収録曲の「街路樹」では、吉野からフルオーケストラによるアレンジが樫原に対して提案されたが、その場にいた尾崎は「お金かかりますよね」と躊躇していたという。しかし事務所社長である福田信の許可はすでに得ており、フルオーケストラで50人、合唱だけで50人が必要となり金額にして300万円程度となったが吉野はこれを実現させた。
本作のレコーディング中に行きづまっていた尾崎は、父親と共にCBS・ソニー所属時のプロデューサーであった須藤晃の元を尋ねており、「須藤さんとはもう一緒に仕事ができないのだから、会うとかえってつらくなるし、今までがまんしてたんです」述べた他、「レコーディングがどうしても、うまくいかない」と打ち明ける事となった。他アーティストのレコーディング中であった須藤はその場で尾崎が持参した「街路樹」が収録されたデモテープを聴き、「すごくいいな」と尾崎に感想を述べた。そのデモテープには歌詞のついていない曲だけが10曲ほど収録されており、適切なアドバイスが送れなかった須藤に対して尾崎は再び須藤との共同作業が可能とならないかと懇願して去っていった。しかし須藤は尾崎が移籍した事に大きな衝撃を受け、心身共に疲弊した事から体調を崩してその後入院する事となった。尾崎は病室の須藤の元を度々訪れ、時には水彩画用の絵具や画集などを差し入れとして持参し再び須藤との共同作業を要望していたという。

## 音楽性と歌詞
尾崎は本作の歌詞に関して、前作までよりも少ない言葉で多くの事を表現できたと述べた他、重さではなく深さが追求できた第一歩目の作品でもあると述べている。またライターの落合昇平は本作の歌詞に関して、より内面へと比重を移しており短い言葉でそれらを描き出すスタイルに行き着いていると述べた他、「何かに向かって作られたアルバムというよりも何かに向かおうとして転々とした足跡が集められたアルバムというのがその印象」と述べている。コ・プロデューサーであった樫原は、完成したばかりの歌詞を見た感想として「ニューヨークから帰ってきた影響なのか、どうにも哲学的な匂いが色濃くなっている」と述べ、尾崎の事を尊重しつつも日本のメジャーシーンにおいて商品化するのは困難であると忠言した他、歌詞があまりに抽象的すぎる場合は「これじゃ何を書いてるんだかわからないよ!」と声を荒げた事もあったという。また樫原は須藤が如何に尾崎に厳しく指導し時に修正を命じていたのかを痛感したと述べている。
『KAWADE夢ムック 尾崎豊』にて音楽ライターの松井巧は、前作まで参加していた西本明が担当した「理由」を除き編曲者が変更された事を指摘した上で「一聴してサウンドの印象が変わっている」と述べ、ギターシンセサイザーやエレクトリックパーカッション、デジタルシンセサイザーなどの80年代の記号性を持ったサウンドが後退したと指摘し、「よりオーソドックスな音色で全篇埋め尽くされている」と主張した。また同書にて詩人の和合亮一は、本作を「街角の雑踏を求めて止まない欲望の根源を、厳密に見つめ続けてきた彷徨の記録である」と述べ、冒頭の3曲は大都会での孤独感が表されており、「時」では大人という自身のアンチテーゼに向けて歩み寄ろうとする意志が感じられると述べている。さらに同書にて映画評論家の北小路隆志は、前作から始まったアレンジの多様性や音楽的な高い完成度への意欲が継承されていると述べた他、初期作品にあった社会への憎悪は影を潜めていると述べている。音楽誌『別冊宝島1009 音楽誌が書かないJポップ批評35 尾崎豊 FOREVER YOUNG』においてフリーライターの河田拓也は、本作リリース時が尾崎の暗黒時代と語られる事が多い事に触れた上で、実は最も成熟した時期だったのではないかと推測し、「自分の感情を理性的に分析していく中で、彼が本来希求してやまない優しさや温かさから遠ざかる気がして混乱したり、内省を深めるほど聴き手と通じ合うことが難しくなる孤独やジレンマを感じていただろう」と述べている。音楽誌『別冊宝島2559 尾崎豊 Forget Me Not』において音楽評論家の遠藤利明は、前年に発生したチェルノブイリ原子力発電所事故の影響によりRCサクセションやTHE BLUE HEARTS、佐野元春などが反核ソングを発表していたが、尾崎の「核 (CORE)」はストレートなメッセージソングではないと指摘しピアノやブルースハープで始まる静かな冒頭から激しいバンドサウンドへと展開する約9分の大作であると述べ、また「街路樹」は「オーケストラやコーラスも加わった壮大な曲調」、「紙切れとバイブル」は軽快なロックンロール調、「・ISM」や「COLD WIND」はハードロック的なギターの厚みやノリの重さがあると述べている。

## 楽曲

### SIDE 1
1. 「核 (CORE)」
詳細は「核 (CORE)」の項を参照。
2. 「・ISM」
本作リリース前のコンサートツアー「TREES LINING A STREET TOUR」の3公演においてのみ1回目のアンコールとして17曲目に[37]、また本作リリース後に行われた東京ドーム公演「LIVE CORE」において2曲目に演奏されている[38]。
3. 「LIFE」
コンサートツアー「TREES LINING A STREET TOUR」において1曲目に、東京ドーム公演「LIVE CORE」において9曲目に演奏されている[39]。
4. 「時」
東京ドーム公演「LIVE CORE」において10曲目に演奏されている[38]。

### SIDE 2
1. 「COLD WIND」
東京ドーム公演「LIVE CORE」において1曲目に演奏されている[38]。
2. 「紙切れとバイブル」
RED WARRIORS所属の木暮武彦がギタリストとして参加している。本来はこの楽曲のタイトルが本作のアルバムタイトルとなるはずであった[40]。コンサートツアー「TREES LINING A STREET TOUR」において3公演を除いて1回目のアンコールとして16曲目に、また東京ドーム公演「LIVE CORE」において15曲目に演奏されている[39]。
3. 「遠い空」
シングル「太陽の破片」のカップリング曲。但し、終盤に女性コーラスが被さるなどシングルとはミックスが若干異なる。東京ドーム公演「LIVE CORE」において12曲目に演奏されている[38]。
4. 「理由」
本作の中で唯一前作までの主な編曲者であった西本明が編曲している。東京ドーム公演「LIVE CORE」において1回目のアンコールとして26曲目にアコースティック・ギターによる弾き語りで演奏されている[38]。
5. 「街路樹」
本曲は尾崎によるニューヨーク滞在時の経験から制作された[40]。同地にて言葉も通じずに街中に佇んでいた自身を尾崎は「街路樹」のようであったと例えた上で「それでも一生懸命生きている」と述べ、アウトロにおける合唱は「誰もがひとりで生きようとしてるという共通項を見つけて合唱してる」というコンセプトであり、最後の合唱が「街路樹たちの歌」であるとしている[40]。エンディングはオーケストラアレンジになっている。本作リリース前の全国ツアー「TREES LINING A STREET TOUR」において本編最終曲として15曲目に、また東京ドーム公演「LIVE CORE」においても本編最終曲として22曲目に演奏されている[39]。トリビュート・アルバム『"BLUE" A TRIBUTE TO YUTAKA OZAKI』（2004年）において、山口晶によるカバーが収録されている[41]。

### 2009年盤ボーナス・トラック
1. 核 (CORE) single version
オリジナルリリース盤よりフェイドアウトが数秒早い。
2. 街角の風の中 - TWILIGHT WIND
シングル「核 (CORE)」のカップリング曲。
3. 太陽の破片
オリジナルリリース盤よりフェイドアウトが数秒早い。
4. 遠い空　single version
シングル「太陽の破片」のカップリングバージョン。

## リリース
本作は1988年9月1日にマザーアンドチルドレンよりLPレコード、CD、カセットテープの3形態でリリースされた。1990年3月10日には発売元がエム・エム・ジーに変更される形でCDとCTのみ再リリースされ、1996年8月20日にはCDのみ廉価版として再リリースされた。
ソニー・ミュージックレコーズからリリースされたCD-BOX『71/71』（2007年）には上述の「太陽の破片」を含む2曲のアルバム未収録曲を追加したリイシュー盤『街路樹+2』が収録され、さらに2009年4月25日には本作のプロデューサーであった吉野金次によりリマスタリングされた『街路樹 (2枚組スペシャルエディション)』がリリース、4曲のアルバム未収録曲の追加によりCD2枚組でブルースペックCDにて再リリースされた。
2015年11月25日にはボックス・セット『RECORDS : YUTAKA OZAKI』に収録される形でLP盤が再リリースされた。

## プロモーション
本作に関するテレビ出演はなかったが、同年6月22日にフジテレビ系音楽番組『夜のヒットスタジオDELUXE』（1985年 - 1989年）に初出演し、シングル｢太陽の破片｣を生放送で歌唱、生涯唯一のテレビ出演となった。しかし尾崎は本作に関して「不完全燃焼のままアルバムを世に出してしまった」と後悔しており、また所属事務所との軋轢も生じていた。そのため本作がヒットする事を嫌がった尾崎はヒットシングルである「太陽の破片」をあえて収録しなかった。また本作が売れる事で次作を要求される事を恐れた結果、アルバムタイトルも当初は『紙切れとバイブル』を想定していたが、目立つタイトルだと判断し地味な『街路樹』に変更、これらすべては所属事務所に対して自身の価値を下げるための方策であった。
尾崎は本作に関して「出したくもないレコードを作らされた」と述べ、曲自体は魂を込めて制作したが金儲けに利用されたとの思いから「俺はアーティストという名の奴隷だった」とも述べている。尾崎はニューヨークへ行く前と帰国後で事務所の対応が完全に変化していたと述べ、曲作りに詰まると「できたばかりのレコード会社をつぶすつもりか」と言われ、コンサートツアーの日程も事前の相談なく決定されており拒否すると「キャンセル料を払えるのか」と言われ、レコーディング日程も事務所が決定した内容を伝えられ、曲が完成していない旨を告げると「給料を払ってるんだぞ」と言われる事などが発生した。尾崎は自身が納得しているかどうかが最重要であると述べ、当時の状況化で作品を出す事で売り上げやコンサートの動員数が増える事を期待していた事務所側との確執が生まれていた事を後に述べている。

## ツアー

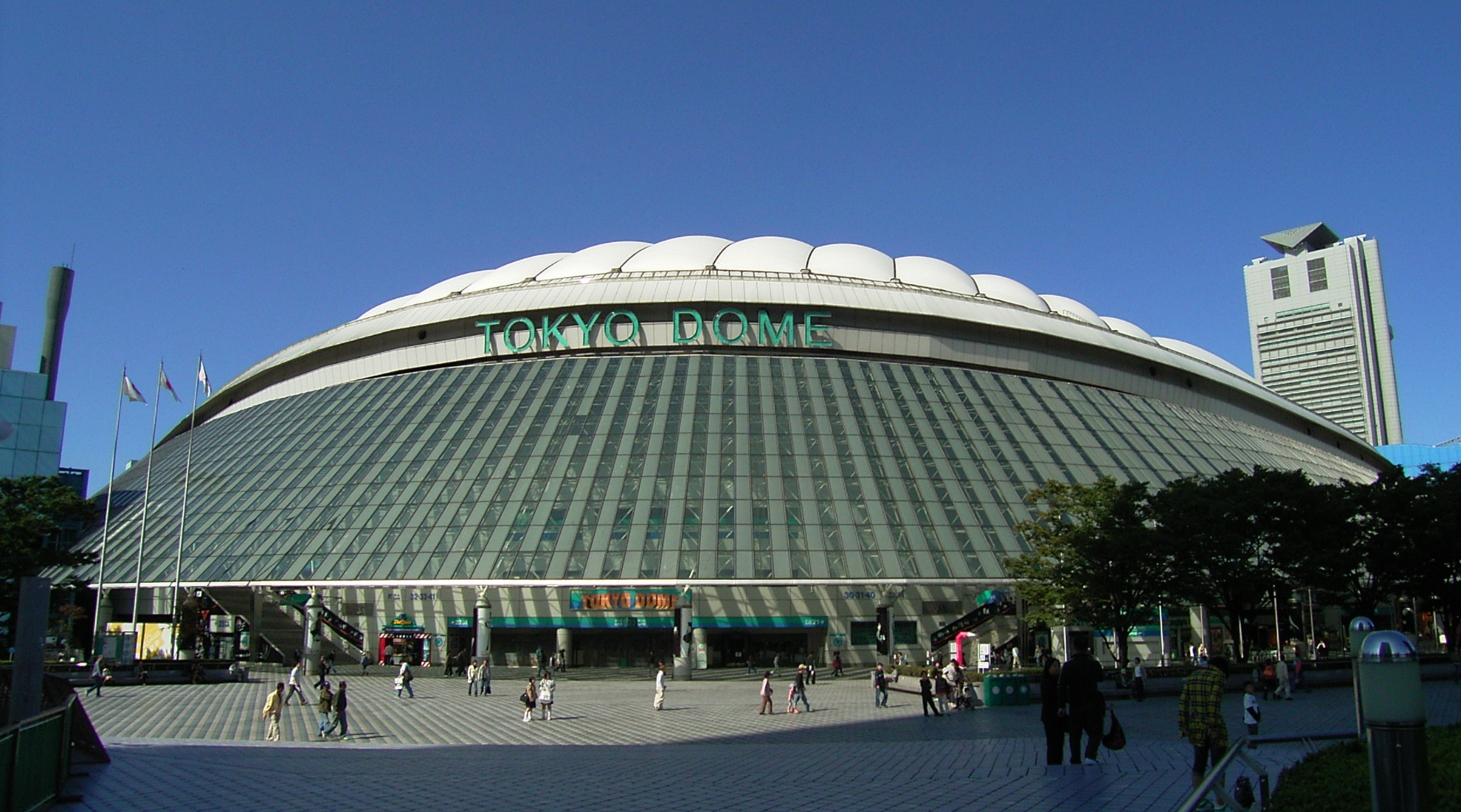
一夜限りの復活コンサートが行われた東京ドーム

本作をタイトルにしたツアー「TREES LINING A STREET TOUR」は、本作リリース前から開始され1987年7月1日の茨城県民文化センターを皮切りに1988年1月26日の日本武道館公演まで、51都市全54公演が行われる予定であった。しかし9月28日の新潟県民会館公演当日、リハーサルまでは順調に進んでいたものの、楽屋に戻った尾崎は昏倒。すでに客入れが終わった後であったが、本番直前に中止が決定された。その後尾崎は東京の病院に入院、残りのツアー日程は全てキャンセルとなり、バックバンドであるHeart Of Klaxonは活動休止となった。
またツアー中の8月5日および6日にはイベントライブ「広島平和コンサート『ALIVE HIROSHIMA '87』」に参加、初日は渡辺美里のステージにゲスト出演し、2日目は出演予定がなかったものの親友である岡村靖幸のステージに飛び入りで参加、さらに弾き語りで「シェリー」「僕が僕であるために」を演奏した。また8月22日には熊本でライブイベント「BEAT CHILD」に参加。同イベントには尾崎が所属する「マザーエンタープライズ」からHOUND DOG、THE STREET SLIDERS、RED WARRIORS、「ハートランド」から佐野元春、岡村靖幸、渡辺美里、白井貴子、「ジャグラー」からTHE BLUE HEARTS、「ユイ音楽工房」からBOØWYが参加した。当日は台風の到来により豪雨となり、また同イベントでは当初5万人の動員を想定していたが、想定を上回る7万2000人が動員されたため、会場設営のために阿蘇の麓の森林を伐採し表土を削り取ったために濁流が発生した。豪雨と雷、また急激な気温低下などにより救急搬送される観客も発生したが、7万人以上を収容するスペースがないため地元警察からもイベントを続行するよう要請が来ていた。豪雨のためにステージ上に置かれたエフェクターなどは全く機能せず、それを察知した尾崎は急遽セットリストを変更し対応する事となった。
本作リリース直後の9月12日に一夜限りの復活ライブ「LIVE CORE」として東京ドーム公演を実施、5万6000人を動員した。バックバンドは「The Last Of Klaxon」であり、メンバーは本多俊之（サックス）、高水健司（ベース）、村上“ポンタ”秀一（ドラムス）、土方隆行（ギター）、野力奏一（キーボード）、岩本章子（コーラス）、山根栄子（コーラス）、水嶋康宏（コーラス）の8名。「Heart Of Klaxon」に所属していたギタリストの江口正祥は出演依頼が来ていたが、同時期にルックのサポートメンバーとして活動していたためスケジュールが合わず不参加となった。そのため、前作および同時期のコンサートツアーに帯同していた「Heart Of Klaxon」のメンバーは一人も参加していない。尾崎は同公演を置き土産に古巣であるソニーへの復帰を考えていた。しかし問題は根深く、事務所を辞めたい尾崎側とツアーキャンセルの損害賠償で数億円を要求する事務所側と裁判にまで発展することとなる。結果として、「マザーアンドチルドレン」所属時に発表したアルバムは本作のみとなった。

## 批評
| 専門評論家によるレビュー           | 専門評論家によるレビュー |
| レビュー・スコア                   | レビュー・スコア         |
| 出典                               | 評価                     |
| ---------------------------------- | ------------------------ |
| 文藝別冊 尾崎豊 （松井巧）         | 肯定的                   |
| 文藝別冊 尾崎豊 （和合亮一）       | 肯定的                   |
| 文藝別冊 尾崎豊 （北小路隆志）     | 肯定的                   |
| 音楽誌が書かないJポップ批評 尾崎豊 | 否定的                   |
| 尾崎豊 Forget Me Not               | 否定的                   |

本作の歌詞やメッセージ性に対する批評家たちの評価は賛否両論となっており、書籍『文藝別冊 KAWADE夢ムック 尾崎豊』において音楽評論家の松井巧は、レコード会社の移籍により制作スタッフが一新した事に触れた上で、「一聴してサウンドの印象が変わっている」と述べ、前作と比較して「“時代の匂い”という観点からすれば、本作の方がある種匿名性の高い作品といえる」と述べた他、「張りのある低音を出そうとしてそのたびにはねつけられてしまうヴォーカルの悪戦苦闘ぶりもときとして耳につくが、そこがまた彼の個性なのだろう」として肯定的に評価した。また同書にて詩人の和合亮一は、冒頭3曲に関して「大都会で立ち迷う孤独感が連作されており、尾崎の心の葛藤や結論が呼応し合うかのように鮮やかに描かれてゆく」と述べ、「時」に関しては自身のアンチテーゼである大人に歩み寄ろうとするなど表現精神の変革が見られるとした他、「彼の音楽性の抱えるアンチノミーが、激しく切なく歌い通されている」として肯定的に評価した。さらに同書にて映画評論家の北小路隆志は、前作から始まったアレンジの多様性や高い音楽性への意欲が継承されていると述べ、「核 (CORE)」や「LIFE」のアレンジに関して「聴き応えがある」として称賛した他、前作までの社会への憎悪が減少しニューヨークに対する文章が添えられている点などからアルバムに対するトータルのコンセプトへの執着が芽生え始めたとしたが、ジャケット写真に関しては否定的に評価した。音楽誌『別冊宝島1009 音楽誌が書かないJポップ批評35 尾崎豊 FOREVER YOUNG』においてフリーライターの河田拓也は、本作のリリース時にはロック原理主義の風潮がメインストリームとなっていたために正当な評価がされにくかった作品であると述べ、最後の2曲に関しては「吉野金次のエンジニアリングによる透徹した音像もジャストにはまり、彼のこうした資質が確かに楽曲へと昇華した金字塔だと思う」と称賛したものの、シングルバージョンから再録音された「核 (CORE)」に関しては「もったいぶった仰々しさばかりが目立つ出来になってしまった」と述べ、また収録曲の内「遠い空」が流れの中で浮いていると指摘、本来であれば「核 (CORE)」をシングルバージョンに、「遠い空」を「核 (CORE)」のB面曲であった「街角の風の中」に差し替えるべきであったと主張して否定的に評価した。音楽誌『別冊宝島2559 尾崎豊 Forget Me Not』において音楽評論家の遠藤利明は、「時」に関して大人に対する憧憬がある事も含め、20代となった自身への自問自答を続けていたと指摘した他、レコーディングスタッフの一新により音の質感が大きく変化した一方で、「COLD WIND」に関しては「力んだ歌い方になっていて違和感がある」とし、所属事務所との確執や新しい方向性が消化しきれていない事から「無理をして作ったアルバムだったことは否めない」として否定的に評価した。

## チャート成績
本作はオリコンアルバムチャートにおいて、LP盤は最高位第2位の登場週数12回で売り上げ枚数は4.0万枚となり、CDおよびCTを含めた総合では最高位第2位の登場週数13回で売り上げ枚数は32.2万枚となった。この売り上げ枚数は尾崎のアルバム売上ランキングにおいて第9位となっている。妻であった繁美がこの結果に対して「1位じゃなくて残念だったね」と尾崎に伝えた所、尾崎は「こんなのは10位以下に落っことしたっていいんだ。売れてほしくないんだ」と述べ不快感を顕わにしたという。また、尾崎は本作のヒットによって事務所側から次作を要求される事に嫌悪感を抱いていたと繁美は述べている。1990年にリリースされたCD盤では最高位第14位の登場週数8回となり、売り上げ枚数は9.6万枚となった。1990年盤の売り上げ枚数は尾崎のアルバム売上ランキングにおいて第16位となっている。
尾崎の死去直後である1992年5月25日付けのオリコンアルバムランキングでは14位を獲得、同日のランキングでは第1位が『放熱への証』（1992年）、第4位が『回帰線』（1985年）、第5位が『十七歳の地図』（1983年）、第6位が『LAST TEENAGE APPEARANCE』（1987年）、第7位が『壊れた扉から』（1985年）、第9位が『誕生』（1990年）と過去作が次々にランクインし、ベスト10内の6作を尾崎の作品が占める事となった。

## 収録曲

### オリジナル盤
CDブックレットに記載されたクレジットを参照。
| #         | タイトル      | 作詞・作曲 | 編曲                     | 時間  |
| --------- | ------------- | ---------- | ------------------------ | ----- |
| 1.        | 「核 (CORE)」 | 尾崎豊     | 樫原伸彦                 | 8:55  |
| 2.        | 「・ISM」     | 尾崎豊     | 尾崎豊 & Heart Of Klaxon | 4:13  |
| 3.        | 「LIFE」      | 尾崎豊     | 樫原伸彦                 | 5:47  |
| 4.        | 「時」        | 尾崎豊     | 樫原伸彦                 | 4:56  |
| 合計時間: | 合計時間:     | 合計時間:  | 合計時間:                | 23:51 |

| #         | タイトル             | 作詞・作曲 | 編曲                     | 時間  |
| --------- | -------------------- | ---------- | ------------------------ | ----- |
| 5.        | 「COLD WIND」        | 尾崎豊     | 尾崎豊 & Heart Of Klaxon | 4:12  |
| 6.        | 「紙切れとバイブル」 | 尾崎豊     | 樫原伸彦                 | 3:59  |
| 7.        | 「遠い空」           | 尾崎豊     | 本多俊之                 | 4:56  |
| 8.        | 「理由」             | 尾崎豊     | 西本明                   | 3:44  |
| 9.        | 「街路樹」           | 尾崎豊     | 樫原伸彦                 | 6:21  |
| 合計時間: | 合計時間:            | 合計時間:  | 合計時間:                | 23:12 |

### 『街路樹+2』（2007年盤）
| #         | タイトル                        | 作詞・作曲 | 編曲                     | 時間  |
| --------- | ------------------------------- | ---------- | ------------------------ | ----- |
| 1.        | 「核 (CORE)」                   | 尾崎豊     | 樫原伸彦                 | 9:00  |
| 2.        | 「・ISM」                       | 尾崎豊     | 尾崎豊 & Heart Of Klaxon | 4:18  |
| 3.        | 「LIFE」                        | 尾崎豊     | 樫原伸彦                 | 5:52  |
| 4.        | 「時」                          | 尾崎豊     | 樫原伸彦                 | 4:59  |
| 5.        | 「COLD WIND」                   | 尾崎豊     | 尾崎豊 & Heart Of Klaxon | 4:17  |
| 6.        | 「紙切れとバイブル」            | 尾崎豊     | 樫原伸彦                 | 4:03  |
| 7.        | 「遠い空」                      | 尾崎豊     | 本多俊之                 | 4:59  |
| 8.        | 「理由」                        | 尾崎豊     | 西本明                   | 3:53  |
| 9.        | 「街路樹」                      | 尾崎豊     | 樫原伸彦                 | 6:24  |
| 10.       | 「街角の風の中」(TWILIGHT WIND) | 尾崎豊     | 樫原伸彦                 | 3:47  |
| 11.       | 「太陽の破片」                  | 尾崎豊     | 本多俊之                 | 7:01  |
| 合計時間: | 合計時間:                       | 合計時間:  | 合計時間:                | 58:33 |

### 街路樹 2枚組スペシャルエディション（2009年盤）
| #         | タイトル             | 作詞・作曲 | 編曲                     | 時間  |
| --------- | -------------------- | ---------- | ------------------------ | ----- |
| 1.        | 「核 (CORE) 」       | 尾崎豊     | 樫原伸彦                 | 9:00  |
| 2.        | 「・ISM」            | 尾崎豊     | 尾崎豊 & Heart Of Klaxon | 4:18  |
| 3.        | 「LIFE」             | 尾崎豊     | 樫原伸彦                 | 5:52  |
| 4.        | 「時」               | 尾崎豊     | 樫原伸彦                 | 4:59  |
| 5.        | 「COLD WIND」        | 尾崎豊     | 尾崎豊 & Heart Of Klaxon | 4:17  |
| 6.        | 「紙切れとバイブル」 | 尾崎豊     | 樫原伸彦                 | 4:03  |
| 7.        | 「遠い空」           | 尾崎豊     | 本多俊之                 | 4:59  |
| 8.        | 「理由」             | 尾崎豊     | 西本明                   | 3:53  |
| 9.        | 「街路樹」           | 尾崎豊     | 樫原伸彦                 | 6:21  |
| 合計時間: | 合計時間:            | 合計時間:  | 合計時間:                | 47:42 |

| #         | タイトル                        | 作詞・作曲 | 編曲      | 時間  |
| --------- | ------------------------------- | ---------- | --------- | ----- |
| 1.        | 「核 (CORE)」(single version)   | 尾崎豊     | 樫原伸彦  | 9:17  |
| 2.        | 「街角の風の中」(TWILIGHT WIND) | 尾崎豊     | 樫原伸彦  | 3:41  |
| 3.        | 「太陽の破片」                  | 尾崎豊     | 本多俊之  | 6:50  |
| 4.        | 「遠い空」(single version)      | 尾崎豊     | 本多俊之  | 4:47  |
| 合計時間: | 合計時間:                       | 合計時間:  | 合計時間: | 24:35 |

## スタッフ・クレジット

### 参加ミュージシャン
CDブックレットに記載されたクレジットを参照。
| 1. 「核 (CORE)」 - 長谷部徹 – ドラムス - 有賀啓雄 – ベース - 江口正祥 – ギター - 高村周作 – ギター - 岡崎倫典 – アコースティック・ギター - 平野孝幸 – オルガン - 樫原伸彦 – ピアノ、シンセサイザー - 菅原裕紀 – パーカッション - 西尾純之介 – パーカッション - 尾崎豊 – ブルースハープ 2. 「・ISM」 - 伊藤真視 – ドラムス - 入江直之 – ベース - 江口正祥 – ギター - 甲斐完司 – ギター - 勝又隆一 – キーボード - 樫原伸彦 – ピアノ、コーラス - 阿部剛 – サクソフォーン - 西尾純之介 – パーカッション、コーラス - 尾崎豊 – ブルースハープ 3. 「LIFE」 - 三浦晃嗣 – ドラムス - 江口正祥 – エレクトリック・ギター - 甲斐完司 – エレクトリック・ギター - 樫原伸彦 – ピアノ、シンセサイザー - 西尾純之介 – パーカッション 4. 「時」 - 長谷部徹 – ドラムス - 有賀啓雄 – ベース - 江口正祥 – ギター - 樫原伸彦 – ピアノ、シンセサイザー - 西尾純之介 – パーカッション 5. 「COLD WIND」 - 伊藤真視 – ドラムス - 入江直之 – ベース - 江口正祥 – ギター - 甲斐完司 – ギター - 勝又隆一 – キーボード - 樫原伸彦 – ピアノ - 阿部剛 – サクソフォーン - 西尾純之介 – パーカッション | 1. 「紙切れとバイブル」 - 長谷部徹 – ドラムス - 有賀啓雄 – ベース - 江口正祥 – エレクトリック・ギター - 木暮武彦 (FROM RED WARRIORS) – ギター - 樫原伸彦 – ピアノ、シンセサイザー - ジェイク・H・コンセプション – サクソフォーン - 岩本章子 – コーラス - 山根栄子 – コーラス 2. 「遠い空」 - 村上“ポンタ”秀一 – ドラムス - 高水健司 – ベース - 是方博邦 – ギター - 島健 – ピアノ、シンセサイザー - 本多俊之 – サクソフォーン - 尾崎豊 – アコースティック・ギター - 岩本章子 – コーラス - 山根栄子 – コーラス 3. 「理由」 - 西本明 – ピアノ - 飛鳥ストリングス – ストリングス 4. 「街路樹」 - 滝本季延 – ドラムス - 有賀啓雄 – ベース - 江口正祥 – エレクトリック・ギター - 笛吹利明 – アコースティック・ギター - 平野孝幸 – パーカッション - 片岡郁雄 – サクソフォーン - 数原晋 – トランペット - 荒木敏男 – トランペット - 西山健治 – トロンボーン - 清岡太郎 – トロンボーン - 坂宏之 – オーボエ - 脇坂総一 – オーボエ - 重松ユミ – クラリネット - 宮島基榮 – クラリネット - 金山功 – ティンパニ - 山岸博 – ホルン - 山田栄 – ホルン - 中谷望 – フルート - 篠原猛 – フルート - 山川恵子 – ハープ - 小林グループ – ヴァイオリン |

### スタッフ
CDブックレットに記載されたクレジットを参照。
- 吉野金次 – プロデュース、ミックス
- 樫原伸彦 – コ・プロデュース
- 坂元達也 – レコーディング・エンジニア
- 松本元成 – レコーディング・エンジニア
- 柳沢和彦 – レコーディング・エンジニア
- 川口聡 – アシスタント・エンジニア
- 関口利之 – アシスタント・エンジニア
- 猪股正幸 – アシスタント・エンジニア
- 中西真澄 – アシスタント・エンジニア
- 空田満 – ディレクター
- 佐々木健彦 – ディレクター、アーティスト・マネージメント
- 植竹敏之 – アシスタント・ディレクター
- 太田典志 – アシスタント・ディレクター
- 福田信 – エグゼクティブ・プロデューサー
- 田島照久 – デザイン、アート・ディレクション、写真撮影

## チャート、認定
| チャート         | リリース年 | 最高順位 | 登場週数 | 売上数   | 規格       | 出典   |
| ---------------- | ---------- | -------- | -------- | -------- | ---------- | ------ |
| 日本（オリコン） | 1988年     | 2位      | 12回     | 4.0万枚  | LP         | [ 63 ] |
| 日本（オリコン） | 1988年     | 2位      | 13回     | 32.2万枚 | LP, CT, CD | [ 2 ]  |
| 日本（オリコン） | 1990年     | 14位     | 8回      | 9.6万枚  | CD, CT     | [ 2 ]  |
| 日本（オリコン） | 2009年     | 156位    | 1回      | -        | 2枚組BSCD  | [ 69 ] |

| 国/地域 | 認定組織         | 日付      | 認定     | 売上数   | 出典  |
| ------- | ---------------- | --------- | -------- | -------- | ----- |
| 日本    | 日本レコード協会 | 1993年9月 | ゴールド | 200,000+ | [ 3 ] |

## リリース日一覧
| No. | リリース日     | レーベル                       | 規格      | カタログ番号  | 備考                                                                           | 出典          |
| --- | -------------- | ------------------------------ | --------- | ------------- | ------------------------------------------------------------------------------ | ------------- |
| 1   | 1988年9月1日   | マザーアンドチルドレン         | LP        | MCR-1004      |                                                                                | [ 2 ] [ 70 ]  |
| 2   | 1988年9月1日   | マザーアンドチルドレン         | CT        | MCT-1004      |                                                                                | [ 2 ]         |
| 3   | 1988年9月1日   | マザーアンドチルドレン         | CD        | MCD-1004      |                                                                                | [ 2 ]         |
| 4   | 1990年3月10日  | エム・エム・ジー               | CD        | AMCX-4061     |                                                                                | [ 2 ] [ 70 ]  |
| 5   | 1990年3月10日  | エム・エム・ジー               | CT        | AMTX-4061     |                                                                                | [ 2 ]         |
| 6   | 1996年8月20日  | イーストウエスト・ジャパン     | CD        | AMCM-5048     | 廉価版                                                                         | [ 71 ] [ 72 ] |
| 7   | 2007年4月25日  | ソニー・ミュージックレコーズ   | CD        | SRCL6534      | CD-BOX『71/71』収録                                                            | [ 73 ] [ 74 ] |
| 8   | 2009年4月22日  | ワーナーミュージック・ジャパン | 2枚組BSCD | WPCL-10676～7 | 24ビット・デジタル・リマスタリング（限定生産品） 2枚組スペシャル・エディション | [ 75 ] [ 76 ] |
| 9   | 2009年4月25日  | ワーナーミュージック・ジャパン | AAC-LC    | -             | デジタル・ダウンロード（2009年盤、全9曲）                                      | [ 77 ]        |
| 10  | 2015年11月25日 | ソニー・ミュージックレコーズ   | LP        | SRJL-1103     | LP-BOX『RECORDS : YUTAKA OZAKI』収録                                           | [ 78 ]        |
| 11  | 2021年4月21日  | ワーナーミュージック・ジャパン | AAC-LC    | -             | デジタル・ダウンロード（2009年盤、全13曲）                                     | [ 79 ]        |